# Beechcraft King Air
Bài này nói về Series King Air 90 và 100. Về các Series 200 và 300 King Air, xem Bài Beechcraft Super King Air.
Dòng Beechcraft King Air là một phần trong loạt máy bay phản lực cánh quạt hai động cơ do Beech Aircraft Corporation (hiện là Chi nhánh Beechcraft của Hawker Beechcraft) chế tạo. Dòng King Air gồm một số model từng được chia làm hai nhánh; Model 90 và 100 được gọi là King Airs, trong khi Model 200 và 300 ban đầu được đưa ra thị trường với tên gọi Super King Airs, chữ "Super" bị Beechcraft bỏ đi năm 1996 (dù nó vẫn thường được sử dụng để phân biệt serie 200 và 300 với những chiếc cùng loại nhỏ hơn khác).
King Air là máy bay đầu tiên trong lớp của nó được sản xuất liên tục từ năm 1964. Chiếc máy bay đã được bán nhiều hơn tất cả các đối thủ máy bay cánh quạt của mình cộng lại và là chiếc máy bay thương gia hai động cơ cánh quạt nhỏ duy nhất được sản xuất. Hiện nó phải đối mặt với sự cạnh tranh từ loại máy bay phản lực như Beechcraft Premier I và Cessna Citation Mustang cũng như chiếc máy bay cánh quạt một động cơ mới hơn, loại Piper Malibu và Socata TBM.

## Phát triển

### Model 90 series
Model 90 King Air được gọi là Model 120 từ năm 1961. Tháng 5 năm 1963, Beechcraft bắt đầu các chuyến bay thử nghiệm của Model 87 thực nghiệm ý tưởng, một phiên bản sửa đổi của Queen Air với các động cơ Pratt & Whitney Canada PT6A-6. Ngày 14 tháng 7 Beech thông báo một kiểu mới, và một tháng sau đó bắt đầu nhận các đơn hàng cho "King Air", việc giao hàng bắt đầu vào mùa thu năm 1964. Sau 10 tháng bay thử nghiệm, năm 1964 Model 87 được chuyển giao cho Quân đội Hoa Kỳ với tên gọi NU-8F. Ngày 24 tháng 1, nguyên mẫu chuẩn đầu tiên, khi ấy được đặt tên định danh Model 65-90 và cũng được trang bị các động cơ PT6A-6, cất cánh lần đầu. Chiếc máy bay sản xuất hàng loạt đầu tiên được giao hàng ngày 8 tháng 10, và tới cuối tháng đó 152 chiếc đã được đặt hàng; tới cuối năm, bảy chiếc đã được sản xuất.
Năm 1966, sau khi 112 65-90 được hoàn thành, việc sản xuất chuyển thành Model 65-A90 với các động cơ PT6A-20. Như một biện pháp thử độ hút khách của kiểu máy bay 206 chiếc 65-A90 đã được chế tạo trong chưa tới hai năm khi việc sản xuất chuyển sang Model B90, chiếc đầu tiên trong số đó ra khỏi dây chuyền sản xuất năm 1968. Các phiên bản quân sự được sản xuất trong những năm này gồm 65-A90-1, 65-A90-2, 65-A90-3, và 65-A90-4, tất cả chúng đều là các model không được điều áp dựa trên Model 87. Chúng được sản xuất cho Quân đội Mỹ và họ đặt tên định danh cho nó là U-21 với nhiều model phụ; nhiều chiếc được trang bị thiết bị trinh sát điện tử chiến trường. Tổng cộng 162 chiếc đã được sản xuất trong giai đoạn 1967 và 1971.

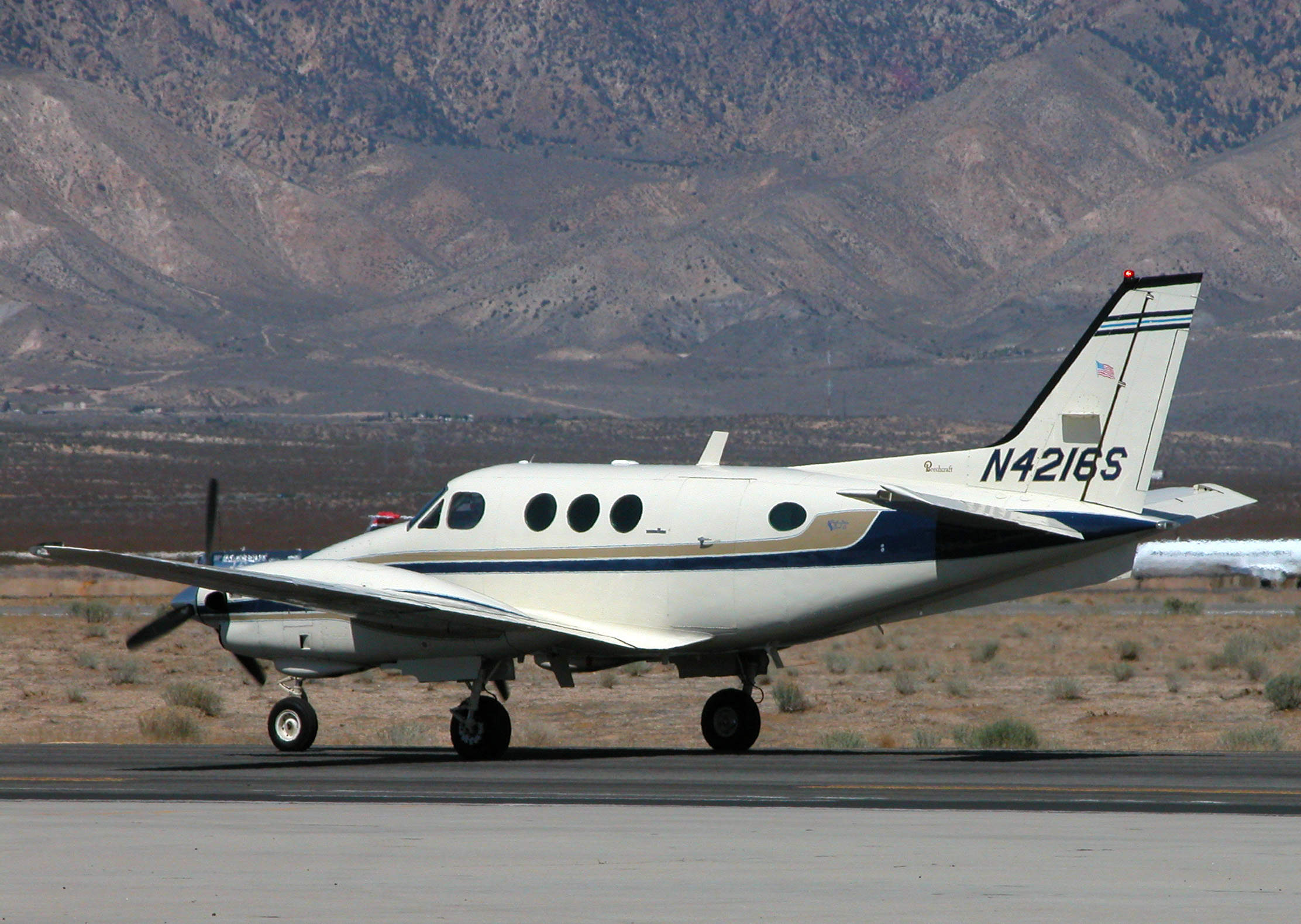
Một chiếc E90 King Air chạy trên đường băng tại Mojave Spaceport

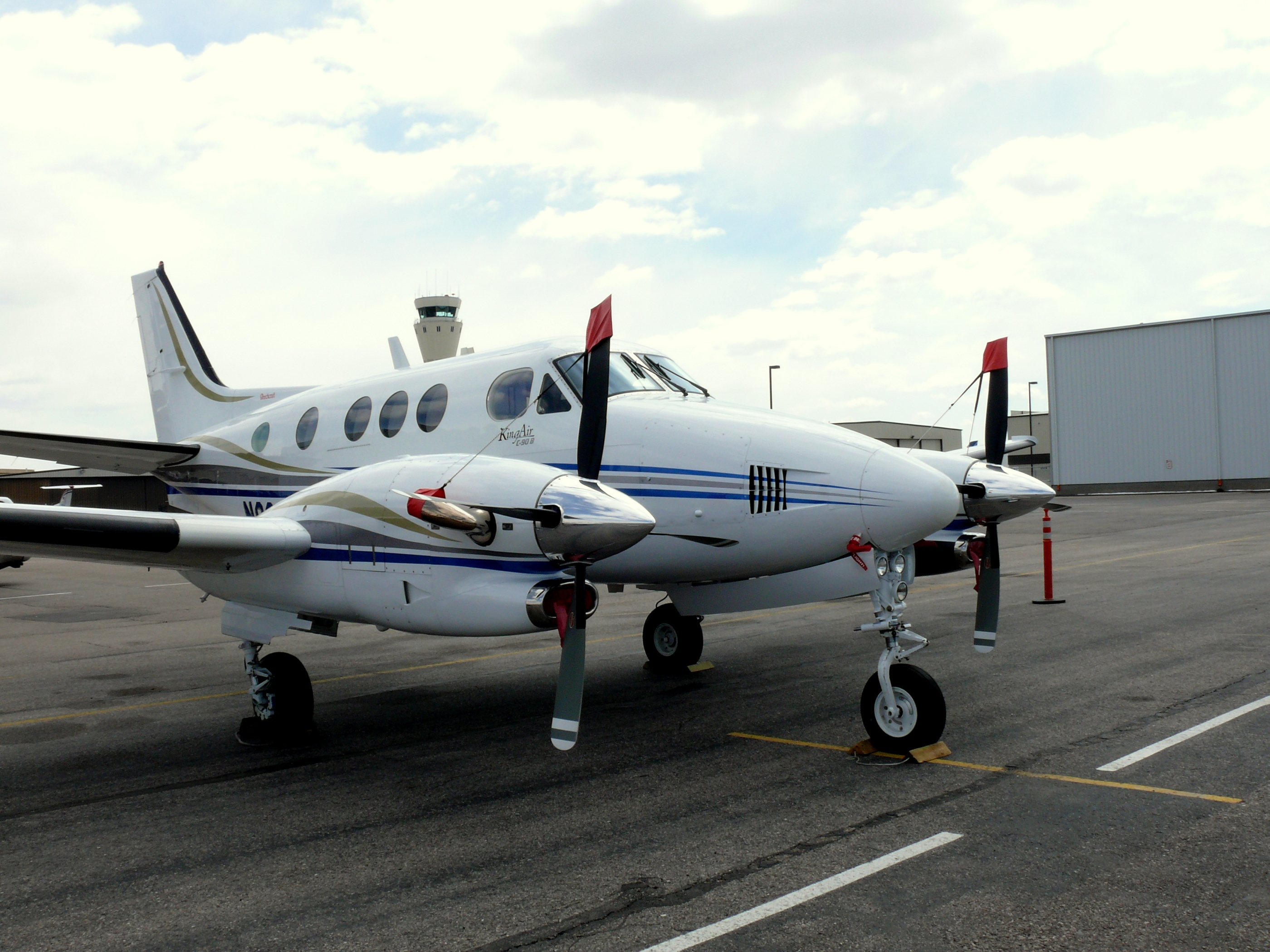
Một chiếc King Air C90 tại Centennial Airport

Tổng cộng 184 B90 model được sản xuất trước Model C90 được giới thiệu năm 1971, với sải cánh mở rộng hơn so với các model trước đó từ 4 ft 11 in (1,50 m) thành 50 ft 3 in (15.32 m), Trọng lượng cất cánh tối đa (MTOW) tăng từ 350 lb (160 kg) lên 9.650 lb (4.378 kg), và các động cơ PT6A-20A. Model E90 rất giống được giới thiệu năm sau đó, với các động cơ PT6A-28; cả hai loại được sản xuất đồng thời. Các cải tiến thêm nữa cho serie 90 dẫn tới Model F90 và Model F90-1 tiếp theo. Các model F có đặc điểm đuôi hình chữ T của Model 200 King Air dính vào thân và cánh của loại E90, với các động cơ PT6A-135 750 shp (560 kW) sử dụng cánh quạt bốn lá. Nguyên mẫu F90 cất cánh ngày 16 tháng 1 năm 1978 và 203 phiên bản sản xuất ra đời trong giai đoạn 1979 và 1983, khi F90 bị thay thế bởi F90-1. Nguyên mẫu F90 được tái trang bị động cơ Garrett AiResearch TPE-331 để thử nghiệm khả năng của một Model G90, nhưng model này không được đưa vào sản xuất.
Model C90-1 đi vào sản xuất năm 1982 sau khi 507 chiếc C90 và 347 chiếc E90 đã được chế tạo, và sử dụng các động cơ PT6A-21 cũng như các cải tiến cho hệ thống điều áp. 54 chiếc đã được chế tạo. Năm sau đó F90-1 được đưa vào sản xuất với nắp đậy động cơ được thiết kế lại, động cơ PT6A-135A nâng cấp, càng hạ cánh thủy lực, và ba kênh điện tử; nhưng chỉ 33 chiếc được chế tạo tới khi ngừng sản xuất năm 1985. C90-1 nhanh chóng được tiếp nối bởi Model C90A, với các nắp đậy động cơ của F90-1 được thiết kế lại. C90A có MTOW nâng cấp năm 1987, được chứng nhận lên tới 10.100 lb (4.580 kg). Model C90A được sản xuất tới tận năm 1992, tới thời điểm đó 235 đã được chế tạo, tất cả trừ 74 chiếc có MTOW nâng cấp.
Chỉ 2 chiếc C90A được sản xuất năm 1992, Model C90B tiếp tục trong năm đó với các cải tiến về khung máy bay, cánh quạt bốn lá, và cánh quạt pha đồng bộ, tất cả được thực hiện để giảm bớt tiếng ồn trong cabin. Model này cũng được trang bị động cơ PT6A-21; chiếc C90B chế tạo đầu tiên được trang bị động cơ 10.000th PT6 sản xuất riêng cho Beechcraft. Năm 1994 một phiên bản rẻ hơn ra đời với tên gọi C90SE (Special Edition), với cánh quạt ba lá, các thiết bị nội thất và cơ khí được tiêu chuẩn hoá thay cho Electronic Flight Instrument System (EFIS) được trang bị trên chiếc C90B. Tổng cộng 456 chiếc C90B và C90SE đã được giao hàng khi việc sản xuất các model này chấm dứt cuối năm 2005.
Tháng 7 năm 2005, trong Triển lãm hàng không Oshkosh, Beechcraft giới thiệu C90GT. C90GT được trang bị động cơ 750 shp (560 kW) PT6A-135A, flat rated ở mức tương tự 550 shp (410 kW) như trên những chiếc King Air trước đó. Động cơ này đã thay đổi tính năng hoạt động nhờ nhiệt độ hoạt động thấp, cải tiến tốc độ bay và tỷ lệ lên. Với tốc độ bay thông thường 275 kt (509 km/h, 316 mph), C90GT có tính cạnh tranh cao với thế hệ Máy bay Phản lực hạng Nhẹ trên các đường bay ngắn và trung bình, trong khi vẫn có được cabin tiện nghi và lớn hơn. Việc giao hàng những chiếc C90GT bắt đầu năm 2006. Ngày 21 tháng 5 năm 2007, trong European Business Aviation Convention & Exhibition lần thứ 7 tại Geneva, Beechcraft đã thông báo phiên bản cải tiến Model C90GTi của C90GT, có đặc điểm Rockwell Collins Proline 21 gói điện tử hàng không trước kia chỉ được chào cho những chiếc King Air B200 và B300. Việc giao hàng bắt đầu năm 2008 sau khi 97 chiếc C90GT đã được giao cho khách hàng trong những năm trước đó.

### Model 100 series
Model 100 là một biến thể kéo dài của Model 90 với đặc điểm có năm cửa sổ cabin thay vì ba như ở Model 90; Trọng lượng cất cánh tối đa tăng 1.300 lb (590 kg) so với Model 90, lên 10.600 lb (4.810 kg). Model 100 sử dụng cánh, đuôi và các động cơ (hai động cơ PT6A-28 công suất 620 shp) từ Model 99, Model này lại là một phát triển của Queen Air (như Model 90).
Model 100 cất cánh lần đầu ngày 17 tháng 3 năm 1969 và ra mắt công chúng tháng 5 năm 89 những chiếc thuộc Model 100 được chế tạo cho tới khi bị thay thế bởi Model A100 năm 1972, với trọng lượng cất cánh tối đa tăng tiếp lên 11.500 lb (5.220 kg), dung tích nhiên liệu tăng lên 94 US Gallon (357 lít), và các cánh quạt bốn cánh. Tổng cộng 157 chiếc A100 đã được chế tạo cho tới khi việc sản xuất model này ngừng năm 1979. Serie tiếp theo là B100, với các động cơ 715shp Garrett AiResearch TPE-331 thay thế cho các động cơ Pratt & Whitneys trên những chiếc King Air khác, và tăng trọng lượng cất cánh tối đa lên 11.800 lb (5.350 kg). B100 được giới thiệu năm 1976 và hiện được sản xuất cạnh tranh với những chiếc A100 trong nhiều năm; việc sản xuất ngừng lại năm 1983 sau khi 137 đã được chế tạo. Model 200 Super King Air được phát triển từ Model 100, với cùng thiết kế thân (với một số khác biệt, chủ yếu liên quan tới kiểu đuôi khác) được dùng cho cả hai model. Model 200 có cánh khác biệt với một đuôi chữ T và đi vào hoạt động năm 1974.

### Các phiên bản King Air quân sự
Lực lượng Phòng vệ Biển Nhật Bản (JMSDF) đã sử dụng tổng cộng 40 chiếc 40 C90 và C90A King Air, với việc giao hàng bắt đầu năm 1973. Chúng được JMSDF đặt nhiều tên định danh và gồm 34 chiếc TC-90 huấn luyện, năm chiếc LC-90 vận tải và một chiếc duy nhất UC-90 được trang bị thành máy bay trinh sát và chụp ảnh trên không. Những chiếc TC-90 và UC-90 gồm 202 Kyoiku Kokutai (Phi đội huấn luyện) có căn cứ tại Tokushima, trong khi những chiếc LC-90 được phân bố về nhiều Lockheed P-3 Kokutai (Phi đội) và một NAMC YS-11 Kokutai như máy bay liên lạc. Cuối năm 2005 JMSDF đánh dấu 500.000 giờ bay không tai nạn của phi đội huấn luyện TC-90.
Quân đội Hoa Kỳ đã sử dụng những chiếc King Air 90 trong nhiều vai trò, chủ yếu là chở VIP và liên lạc, với các tên định danh gồm VC-6A, T-44 Pegasus, vàU-21 Ute. U-21 Ute do Quân đội Hoa Kỳ sử dụng là phiên bản thường thấy nhất.
Đa số những chiếc U-21 là các biến thể không được điều áp của Model 87, nhưng cũng có năm chiếc U-21F dựa trên A100 King Air; và ba chiếc U-21J, được Beechcraft đặt tên định danh Model A100-1, nhưng trên thực tế ba chiếc sản xuất đầu tiên Model 200 Super King Airs (C/Ns BB-3, BB-4 và BB-5, sau các nguyên mẫu C/N BB-1 và BB-2 đã được chế tạo). Đa số những chiếc U-21 được chuyển giao như những chiếc U-21A (102 65-A90-1s), nhưng cũng có bốn chiếc RU-21As (65-A90-1s), ba chiếc RU-21Bs (65-A90-2s), hai chiếc RU-21Cs (65-A90-3s), 18 RU-21Ds (65-A90-1s), 16 RU-21Es (65-A90-4s), và 17 RU-21Gs (65-A90-1s). Những chiếc RU-21Es (trừ một đã bị bỏ đi) sau này được chuyển đổi thành những chiếc U-21H và RU-21H, với hai chiếc U-21H và một chiếc RU-21H được chuyển đổi nữa thành JU-21H. Tới tháng 8 năm 2008, chỉ 3 chiếc RU-21A còn lại trong hoạt động quân sự. Đa số những chiếc serie U-21 đã được cho nghỉ hưu trong nửa sau thập niên 1990 và hầu hết hiện thuộc sở hữu của Dynamic Aviation của Bridgewater, Virginia. Một số chiếc đã được chuyển đổi thành máy bay phun thuốc trừ sâu.
T-44A Pegasus là một phiên bản huấn luyện, được đặt tên định danh Model H90 bởi Beechcraft, được sử dụng huấn luyện trong Hải quân Hoa Kỳ, Thủy quân lục chiến, Phòng vệ bờ biển, và các phi công của không quân để lái những chiếc máy bay nhiều động cơ. Tổng cộng 61 chiếc đã được giao hàng cho Hải quân Mỹ trong giai đoạn 1977 và 1980. Tháng 8 năm 2006, hải quân thông báo rằng sau 29 năm hoạt động, phi đội T-44A sẽ được nâng cấp với các hệ thống điện tử hiện đại, và được tái định danh T-44C.

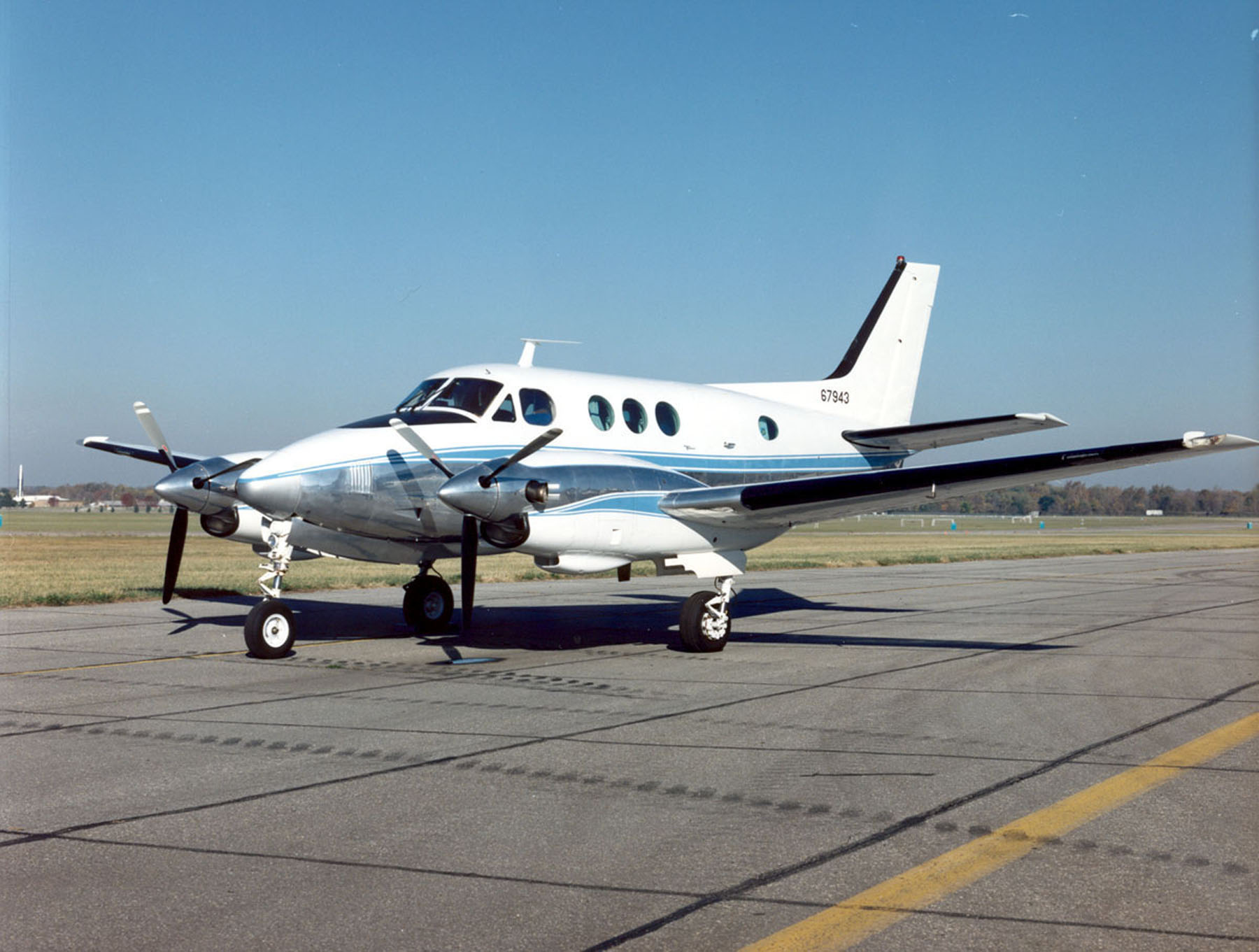
VC-6A từng được dùng như Air Force One

Hai chiếc VC-6A được quân đội Hoa Kỳ sử dụng. Một chiếc là Model 65-A90 và có số serie 66-15361, chiếc kia là B90 do Không quân Mỹ dùng như Air Force One.

#### Air Force One
Trong thời cầm quyền của Tổng thống Lyndon Johnson, Không quân Hoa Kỳ đã yêu cầu một chiếc Model B90 King Air "off-the-shelf". Với tên định danh quân đội VC-6A, chiếc máy bay này được đánh số serie 66-7943, được dùng làm phương tiện vận chuyển cho Tổng thống Johnson giữa Căn cứ Không quân Bergstrom (gần Austin, Texas) và nông trại của gia đình Tổng thống Johnson gần Johnson City, Texas. Khi Johnson có mặt trên boong, chiếc máy bay được dùng tên định danh Air Force One. Chiếc máy bay này hiện được trưng bày, với các máy bay khác của tổng thống, tại Bảo tàng Không quân Quốc gia Hoa Kỳ ở Căn cứ Không quân Wright Patterson gần Dayton, Ohio.

### Các chương trình chuyển đổi và nâng cấp
Một số sửa đổi và nâng cấp sau khi sản phẩm đã được đưa ra thị trường được cung cấp cho những chiếc King Air Serie 90 và 100. Một gói nâng cấp động cơ dành cho những chiếc Serie 90 chế tạo trước đó với động cơ mới PT6A-135A cỷa C90GT. Một chương trình căn bản hơn liên quan tới việc tái trang bị động cơ là thay thế những chiếc động cơ của PT6 trong C90 và E90 King Air với TPE-331.
Trong số những gói sửa đổi khung được cung cấp; một phiên bản chở hàng cho model 90, CargoLiner, thay thế cửa sau bằng một cửa chất hàng có thể chất những pallet hàng lớn, một kết cấu sàn có khả năng chở hặng và một cabin chở hàng, tương tự một cửa vào cho phi đội trong những chiếc 90, 100, và 200; Một Bộ Tăng cường Trụ Cánh Trước cho cả những chiếc serie 90 và 100,; một gói chuyển đổi cho toàn bộ dòng King Air gồm cả việc làm lại và kéo dài mũi để làm nơi chứa hành lý cũng như các hệ thống điện tử thông thường ở trong mũi những chiếc King Air. Gói chuyển đổi được cung cấp cho chiếc King Air 100 gồm một khoang chở hàng bụng tương tự như khoang được lắp trên các phiên bản Beech 99 và Model 1300 của dòng King Air 200.

## Quốc gia sử dụng

### Quân sự
Algérie
- Không quân Algeria

 Argentina

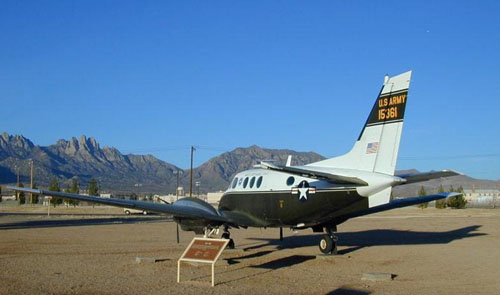
VC-6A,(LJ-153) của Lục quân Hoa Kỳ, do Wernher von Braun sử dụng, trưng bày tại bảo tàng White Sands Missile Range

- Không quân Lục quân Argentina - 1 King Air 100.[23]

 Barbados
- Lực lượng quốc phòng Barbados

 Bolivia
- Không quân Bolivia - 1 King Air 90, 1 King Air F90.[24]

 Canada
- Bộ chỉ huy Không quân Canada / Không quân Hoàng gian Canada

Tám chiếc C90A King Air được Bombardier sử dụng đại diện cho Không quân Canada. Chúng được sử dụng như những chiếc máy bay huấn luyện nhiều động cơ và hoạt động với tên đăng ký dân sự Canada. Tất cả đi vào hoạt động năm 1992 và hoạt động tới tận năm 2005. Năm đó một hợp đồng mới được trao cho Allied Wings, một consortium của Kelowna Flightcraft Ltd., Canadian Helicopters Ltd, Canadian Base Operators và Atlantis Systems International, sử dụng bảy chiếc C90B King Air đăng ký dân sự.
 Chile
- Không quân Chile[28]

 Colombia
 Ecuador
 Hy Lạp
- Lục quân Hy Lạp

 Guatemala
 Indonesia
- Không quân Indonesian 2 A100.[29]

 Israel
- Không quân Israel[30]

 Bờ Biển Ngà
 Jamaica
- Lực lượng quốc phòng Jamaica - 1 King Air 100.[31]

 Nhật Bản
- Lực lượng Phòng vệ Biển Nhật Bản - 18 King Air C90.[32]

 México
- Không quân Mexico - 1 King Air 90.[33]

 Maroc
- Không quân Hoàng gia Maroc - 6 King Air A100.[34]

 Perú
- Không quân Peru - 3 King Air C90.[35]

 Tây Ban Nha
- Không quân Tây Ban Nha - 9 King Air C90.[36]

 Sri Lanka
 Thái Lan
- Không quân Hoàng gia Thái Lan - 1 King Air E90.[37]

 Hoa Kỳ
- Không quân Hoa Kỳ
- Lục quân Hoa Kỳ
- Hải quân Hoa Kỳ - 61 King Air H90 với tên gọi T-44A dùng cho huấn luyện phi công.[38]

 Uruguay
 Venezuela
- Vệ binh quốc gia Venezuela - 1 King Air E90.[39]
- Hải quân Venezuela - 1 King Air E90.[40]

### Chính phủ
Argentina
- Chính quyền tỉnh Tierra del Fuego và Catamarca.

 Canada
- Chính phủ Canada[41]
- Chính quyền tỉnh Alberta[41]
- Chính quyền tỉnh New Brunswick[41]
- Chính quyền tỉnh Saskatchewan[41]

 Chile
- Cơ quan hàng không dân dụng Chile (DGAC).

 Colombia
- Cảnh sát quốc gia Colombia

 Hoa Kỳ
- Cục lâm nghiệp USDA
- Cơ quan bài trừ ma túy
- Cơ quan hàng không liên bang
- Chính quyền các bang Arizona, Arkansas, Florida, Georgia, Indiana, Michigan, Montana, New Mexico, North Dakota, Ohio và Tennessee[42]
- NASA

Cục Hàng không Dân dụng Papua New Guinea sử dụng một chiếc C90 King Air trong một số năm, nhưng hiện sử dụng một chiếc Model 200 Super King Air.
Bản mẫu:Iraq

### Dân sự
Canada
- Adlair Aviation
- Air Creebec
- Air Georgian
- Air Satellite
- Allied Wings
- Kenn Borek Air
- Maritime Air Charter
- North Cariboo Air
- Pacific Coastal Airlines
- Voyageur Airways

 Chile
- Aerovias DAP

 Ấn Độ
 Israel
- Chim-Nir Aviation

Royal Flying Doctor Service of Australia trước khi sử dụng một số chiếc 90 Series King Airs, nhưng đã cho nghỉ năm 2006, tiêu chuẩn hoá King Air 200 Series và Pilatus PC-12 cho các yêu cầu phi đội của mình. Hai trong số những chiếc RFDS C90 King Air cũ hiện do New Tribes Mission ở Papua New Guinea sử dụng.

## Biến thể
Tới tháng 8 năm 2008 tổng cộng hơn 3.100 chiếc King Air các serie 90 và 100 đã được giao hàng:
Model 87
Máy bay thí nghiệm "Chứng minh ý tưởng"; một chiếc được chế tạo (c/no. LG-1).
Model 65-90
Các nguyên mẫu và model sản xuất đầu tiên; 112 được chế tạo (c/nos. LJ-1 to LJ-113, ngoại trừ LJ-76).
Model 65-A90
206 được chế tạo (c/nos. LJ-76, LJ-114 to LJ-317; gồm c/nos. LJ-178 và LJ-178A), một (c/no. LJ-153) cho US Army như VC-6A.
Model 65-A90-1
Dựa trên Model 87; 141 chiếc đã được chế tạo và chuyển giao cho Quân đội Mỹ (c/nos. LM-1 to LM-141).
Model 65-A90-2
Dựa trên Model 87; ba chiếc được sản xuất và giao hàng cho Quân đội Mỹ (c/nos. LS-1 to LS-3).
Model 65-A90-3
Dựa trên Model 87; hai chiếc được sản xuất và giao hàng cho Quân đội Mỹ (c/nos. LT-1 and LT-2).
Model 65-A90-4
Dựa trên Model 87; 16 chiếc được sản xuất và giao hàng cho Quân đội Mỹ (c/nos. LU-1 to LU-16).
Model B90
Model dân sự thứ ba; 184 chiếc được sản xuất (c/nos. LJ-318 to LJ-501), một (c/no. LJ-320) cho USAF như VC-6A.
Model C90
C90 - sản xuất hàng loạt đầu tiên trong giai đoạn 1971 và 1982 trong số 507 máy bay (c/nos. LJ-502 đến LJ-1010, ngoại trừ LJ-986 và LJ-996).
Model C90-1 - tên marketing cho C90 với điều áp cabin không đều tối đa, 54 chiếc được sản xuất năm 1982 và 1983 (c/nos. LJ-986 và LJ-996, LJ-1011 tới LJ-1062).
Model C90A
- - C90A - sản xuất hàng loạt đầu tiên trong giai đoạn 1984 và 1992 trong số 235 máy bay (c/nos. LJ-1063 tới LJ-1299, ngoại trừ LJ-1288 và LJ-1295).
  - C90B và C90SE - các tên marketing cho các phiên bản nâng cấp của C90A được chế tạo trong giai đoạn 1992 và 2005, 456 đã được chế tạo[44] (c/nos. LJ-1288 and LJ-1295, LJ-1300 to LJ-1755, except LJ-1727 and LJ-1754).

Model C90GT
Phiên bản với động cơ PT6A-135A; 97 chiếc được chế tạo (c/nos. LJ-1727, LJ-1754, LJ-1756 thru LJ-1768, LJ-1770 thru LJ-1846, LJ-1848 thru LJ-1852).
Model C90GTi
Phiên bản chế tạo hiện tại (thời điểm tháng 12 năm 2008), biến thể của C90GT với hệ thống điện tử Proline 21; ít nhất 90 chiếc đã được chế tạo (c/nos. LJ-1769, LJ-1847, LJ-1853 & after).
Model C90GTx
Model D90
Model E90
Được sản xuất cạnh tranh cùng C90; 347 chiếc đã được chế tạo (c/nos. LW-1 to LW-347).
Model F90
Nguyên mẫu và model sản xuất với cánh đuôi chữ T của Super King Air; 203 chiếc đã được chế tạo (c/nos. LA-1 to LA-204, ngoại trừ LA-202).
Model F90-1
Tiếp nối từ F90; 33 chiếc đã được chế tạo (c/nos. LA-202, LA-205 tới LA-236).
Model G90
Nguyên mẫu F90 được tái trang bị động cơ Garrett TPE-331 thay cho các động cơ Pratt & Whitney PT6 nguyên bản, c/no. LA-1/LE-0.
Model H90
Phiên bản sản xuất cho Hải quân Mỹ; 61 chiếc đã được chế tạo (c/nos. LL-1 tới LL-61).
Model 100
Nguyên mẫu và phiên bản "thân dài" đầu tiên của King Air; 90 chiếc đã được chế tạo (c/nos. B-1 tới B-89 và B-93).
Model A100
157 chiếc đã được chế tạo (c/nos B-90 tới B-247, ngoại trừ B-93), Nguyên mẫu Model 100 c/no. B-1 cũng được chuyển đổi thành A100 model năm 1976, ba năm sau khi model A100 được giới thiệu. Năm (c/nos. B-95 tới B-99) cho Quân đội Mỹ như U-21F.
Model A100-1
Tên định danh của Beechcraft cho Model sản xuất đầu tiên của Model 200 Super King Air được giao hàng cho Quân đội Mỹ (c/nos. BB-3 tới BB-5).
Model A100A
Model A100C
Model B100
Nguyên mẫu (được chuyển đổi từ A100 c/no. B-205) cộng thêm model sản xuất, tất cả được trang bị động cơ Garrett TPE-331 thay cho các động cơ Pratt & Whitney PT6 trang bị trên các model trước đó; 137 chiếc đã được chế tạo (c/nos. B-205/BE-1, BE-2 tới BE-137).
Model C100

### Định danh quân sự
YU-21
U-21A Ute
EU-21A
JU-21A
RU-21A
RU-21B
RU-21C
RU-21D
RU-21E
U-21F
U-21G Ute
RU-21G
RU-21H
U-21H Ute
JU-21H
VC-6A
T-44A Pegasus
T-44C Pegasus

## Thông tin khác
Tên định danh ICAO, như có thể được sử dụng trong một PIREP hay một kế hoạch bay, cho nhiều loại King Air là BE90 (nhiều model 90), và BE10 (model 100).
Ngoại trừ F90 và F90-1, tất cả Serie 90 King Air đều được sản xuất dưới cùng Kiểu Chứng nhận (Number 3A20) được sử dụng cho Queen Air. Tất cả 100 Series King Air được sản xuất dưới cùng Kiểu Chứng nhận (Number A14CE) được dùng cho Model 99.

## Tính năng kỹ chiến thuật thuật

### King Air C90GTi
Đặc điểm kỹ thuật được lấy từ FAA Type Certificate và Hawker Beechcraft website
Đặc điểm tổng quát
- Kíp lái: 1-2
- Sức chứa: tối đa 7 hành khách
- Chiều dài: 35 ft 6 in (10,82 m)
- Sải cánh: 50 ft 3 in (15,32 m)
- Chiều cao: 14 ft 3 in (4,34 m)
- Diện tích cánh: 294 ft² (27 m²)
- Trọng lượng rỗng: 6.950 lb (3.150 kg)
- Trọng lượng cất cánh tối đa: 10.100 lb (4.580 kg)
- Động cơ: 2 × Pratt & Whitney Canada PT6A-135A kiểu turboprop, cánh quạt kiểu Hartzell Propeller HC-E4N-3N, 550 shp (410 kW)  mỗi chiếc

 Hiệu suất bay 
- Vận tốc cực đại: 311 mph TAS (270 knot TAS, 500 km/h TAS)
- Vận tốc hành trình: 260 mph TAS (226 kts TAS, 416 km/h TAS)
- Vận tốc tắt ngưỡng: 90 mph (78 knot, 145 km/h) IAS
- Tầm bay: 1.530 dặm (1.321 nm, 2.446 km)
- Trần bay: 30.000ft (9.144 m)
- Vận tốc lên cao: 2.000 ft/phút (10,2 m/s)
- Tải trên cánh: 34,3 lb/ft² (170 kg/m²)
- Công suất/trọng lượng: 0,099 hp/lb (179 W/kg)

### King Air B100
Đặc điểm kỹ thuật được lấy từ The International Directory of Civil Aircraft, 1997/98 Edition.
Đặc điểm tổng quát
- Kíp lái: 1-2
- Sức chứa: tối đa 13 hành khách
- Chiều dài: 39 ft 11 in (12,17 m)
- Sải cánh: 45 ft 11 in (14 m)
- Chiều cao: 15 ft 5 in (4,7 m)
- Diện tích cánh: 279,7 ft² (26 m²)
- Trọng lượng rỗng: 7.092 lb (3.212 kg)
- Trọng lượng cất cánh tối đa: 11.800 lb (5.352 kg)
- Động cơ: 2 × Garrett TPE-331-6-251B or -252 kiểu turboprop, 840 shp (533 kW)  mỗi chiếc

 Hiệu suất bay 
- Vận tốc cực đại: 307 mph IAS (265 kts IAS, 491 km/h IAS)
- Tầm bay: 1.525 mi (1.325 nm, 2.455 km)
- Trần bay: 24.850 ft (7.574 m)
- Vận tốc lên cao: 2.140 ft/phút (10,87 m/s)
- Tải trên cánh: 42,2 lb/ft² (205,84 kg/m²)
- Công suất/trọng lượng: 0,121 hp/lb (199,17 W/kg)